# Place Jean Bart

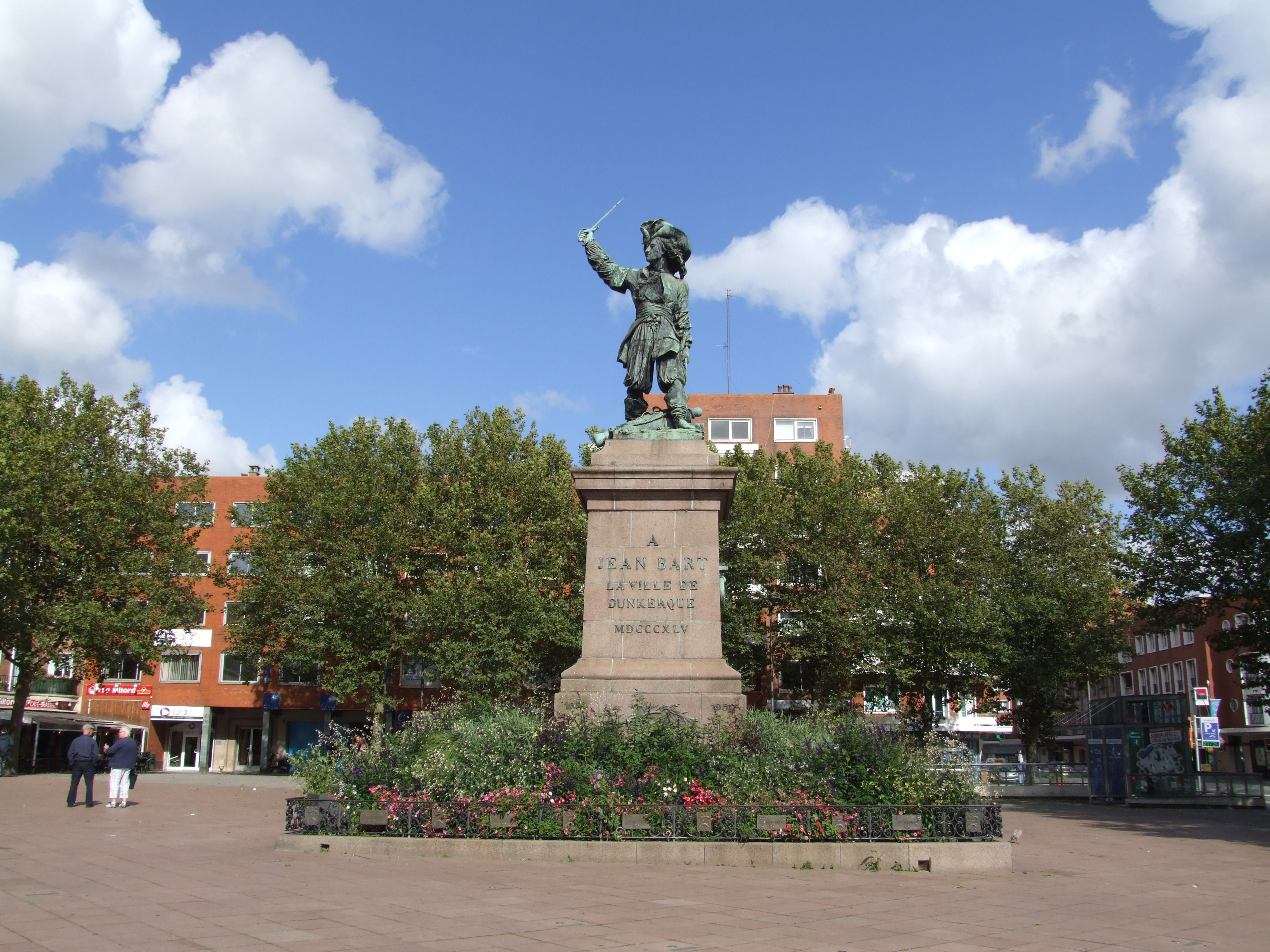
het standbeeld van Jan Baert op Place Jean Bart te Duinkerke

Place Jean Bart is een plein in de Noord-Franse havenstad Duinkerke. Deze in het stadscentrum gelegen locatie dankt haar naam aan Duinkerker kaper Jan Baert (Franse naam: Jean Bart). Een standbeeld van de laatstgenoemde zeevaarder van beeldhouwer David d'Angers (1845) staat centraal op het plein. Onder Place Jean Bart is een betaalparking met ruimte voor ongeveer 400 voertuigen gevestigd.

## Eerdere benamingen
Doorheen de geschiedenis stond het plein eveneens onder de benamingen Place Royale en Place de la Liberté bekend.

## Evenementen
De centrale ligging maakt van Place Jean Bart een geschikte locatie voor evenementen. Onder andere het Zoom Festival, Le Printemps de la place Jean-Bart en Dunkerque la Féérique deden of doen beroep op het plein.